# Kamil Zieliński
Kamil Zieliński (Ostrowiec Świętokrzyski, 3 de marzo de 1988) es un ciclista profesional polaco.

## Palmarés
2011
- 1 etapa del Bałtyk-Karkonosze Tour

2014
- Carrera de la Solidaridad y de los Campeones Olímpicos, más 1 etapa
- 2 etapas del Bałtyk-Karkonosze Tour

2015
- 1 etapa del Podlasie Tour
- 1 etapa del Bałtyk-Karkonosze Tour

2017
- Visegrad 4 Kerekparverseny
- 1 etapa del Szlakiem Walk Majora Hubala
- 1 etapa del Tour de Malopolska
- 1 etapa de la Carrera de la Solidaridad y de los Campeones Olímpicos
- East Bohemia Tour, más 1 etapa
- Visegrad 4 Bicycle Race-GP Polski Via Odra

2018
- 1 etapa del Szlakiem Walk Majora Hubala

## Equipos
- CCC Polsat Polkowice (2009-2012)
- Las Vegas Power Energy Drink (2013)
- Mexller (2014)
- Domin Sport (2015-2017)
- Team Hurom (2018-2019)